# Magnetic (албум групе Милиграм)
Magnetic је четврти студијски албум бенда Милиграм.

## Песме
| №   | Назив                  | Текст                                                   | Музика           | Трајање |  |
| 1.  | Љубав се побеђује      | Александар Милић, Марина Туцаковић                      | Александар Милић |         |  |
| 2.  | Сигурица               | Александар Милић, Марина Туцаковић, Љиљана Јорговановић | Александар Милић |         |  |
| 3.  | Медена                 | Александар Милић, Марина Туцаковић                      | Александар Милић |         |  |
| 4.  | Лака лова              | Александар Милић, Марина Туцаковић                      | Александар Милић |         |  |
| 5.  | Ела, Ела               | Александар Милић, Марина Туцаковић, Милан Радуловић     | Александар Милић |         |  |
| 6.  | Надам се да није љубав | Александар Милић, Марина Туцаковић, Љиљана Јорговановић | Александар Милић |         |  |
| 7.  | Овде нам је место      | Александар Милић, Марина Туцаковић, Милан Радуловић     | Александар Милић |         |  |
| 8.  | Нешто за ништа         | Александар Милић, Марина Туцаковић                      | Александар Милић |         |  |
| 9.  | Кавијар                | Александар Милић, Марина Туцаковић                      | Александар Милић |         |  |
| 10. | На ивици љубави        | Александар Милић, Марина Туцаковић, Фарук Буљубашић     | Александар Милић |         |  |
| 11. | Држи се ти мене        | Александар Милић, Марина Туцаковић, Љиљана Јорговановић | Александар Милић |         |  |
| 12. | Пролазна и посебна     | Александар Милић, Марина Туцаковић                      | Александар Милић |         |  |
| 13. | Седмо небо             | Александар Милић, Марина Туцаковић, Милан Радуловић     | Александар Милић |         |  |